# Seyi Olofinjana
Oluwaseyi George "Seyi" Olofinjana (Lagos, Nigéria, 1980. június 30.) nigériai labdarúgó, középpályás. Jelenleg szabadúszó, miután 2013 nyarán lejárt szerződése a Hull City AFC-nél.

## Pályafutása

### Kezdeti évek
Olofinjana a nigériai Crown FC ifiakadémiáján kezdett futballozni, majd 1999-ben innen került a Kwara Unitedhez. 2003-ban a norvég SK Brannhoz igazolt, ahol egy szezont töltött el, ezalatt 37 bajnokin játszott és 11 gólt szerzett.

### Wolverhampton Wanderers FC
2004 júliusában a Premier League-ből frissen kiesett Wolverhampton Wanderershez került. A csapat 1,7 millió fontot fizetett érte. A Farkasok mellett az FC København, a Rosenborg, a Monaco és az Auxerre is szerette volna leigazolni. Hamar beverekedte magát az első csapatba, de ingadozó teljesítményt nyújtott. 2005 őszén hátsérülést szenvedett, ami miatt hosszú ideig nem játszhatott, és a 2006-os afrikai nemzetek kupáját is ki kellett hagynia.
A 2006/07-es szezonban ismét formába lendült és ő lett csapata házi gólkirálya. A rájátszásra is kvalifikálta magát a Wolves, de nem sikerült kiharcolnia a feljutást. A következő évadban már a szezonnyitól betalált a Watford ellen, de közel sem szerzett annyi gólt, mint egy évvel előtte. Még két gólt lőtt, a Burnley, illetve a Plymouth Argyle ellen. 2008 júniusában kérte, hogy helyezzék átadólistára, mivel a csapat ezúttal sem jutott fel az élvonalba.

### Stoke City FC
2008. július 26-án Olofinjana 3 millió font ellenében a Premier League-ben szereplő Stoke Cityhez szerződött. Négy évre írt alá a piros-fehérekkel. Szeptember 14-én, egy Everton elleni mérkőzésen megszerezte első gólját a csapatban. November 1-jén az Arsenal ellen is betalált, ezzel 2-1-es sikerhez segítve a Stoke-ot. A 2008/09-es évad nagy részében csak csere volt, ezért szeretett volna távozni.

### Hull City AFC
2009. július 27-én az AS Monaco 2,5 millió fontos ajánlatot tett érte, melyet a Stoke City el is fogadott, de nem sokkal később a Hull City 3 milliót ajánlott érte, így végül a Tigrisekhez igazolt. November 8-án megszerezte első gólját, éppen korábbi csapata, a Stoke ellen.

## Válogatott
Olofinjana 2000. június 6-án, Malawi ellen mutatkozott be a nigériai válogatottban. Részt vett a 2004-es afrikai nemzetek kupáján, ahol csapata minden meccsén pályára lépett, Nigéria végül bronzérmes lett. A 2006-os afrikai nemzetek kupáját sérülés miatt ki kellett hagynia, de a 2008-as és 2010-es tornán ott volt.

## Külső hivatkozások
- Seyi Olofinjana pályafutásának statisztikái a Soccerbase oldalon (angolul)

## Fordítás
- Ez a szócikk részben vagy egészben  a   Seyi Olofinjana című angol Wikipédia-szócikk fordításán alapul.  Az eredeti cikk szerkesztőit annak laptörténete sorolja fel. Ez a jelzés csupán a megfogalmazás eredetét és a szerzői jogokat jelzi, nem szolgál a cikkben szereplő információk forrásmegjelöléseként.